# Tipula (Eumicrotipula) mecoglossa
Tipula (Eumicrotipula) mecoglossa is een tweevleugelige uit de familie langpootmuggen (Tipulidae). De soort komt voor in het Neotropisch gebied.